# Provincia di El Kelâat Es-Sraghna
La provincia di El Kelâat Es-Sraghna è una delle province del Marocco, parte della Regione di Marrakech-Safi.
Nel 2009 una parte del suo territorio è stato scisso per creare la nuova provincia di Rehamna.

## Geografia antropica

### Suddivisioni amministrative
La provincia di El Kelâat Es-Sraghna, prima della scissione, contava 5 municipalità e 62 comuni:

#### Municipalità
- El Kelâat Es-Sraghna
- Laattaouia
- Sidi Rahhal
- Tamallalt

#### Comuni
- Ait Hammou
- Ait Taleb
- Akarma
- Assahrij
- Bouchane
- Bourrous
- Bouya Omar
- Choara
- Chtaiba
- Dzouz
- Eddachra
- El Aamria
- El Marbouh
- Errafiaya
- Fraita
- Hiadna

- Jaafra
- Jaidate
- Jbiel
- Jnan Bakkar
- Jouala
- Laatamna
- Laattaouia Ech-Chaybia
- Labrikiyne
- Lamharra
- Loued Lakhdar
- Lounasda
- Mayate
- M'Zem Sanhaja
- Nzalat Laadam
- Ouatgui
- Oulad Aamer
- Oulad Aamer Tizmarine

- Oulad Aarrad
- Oulad Bouali Loued
- Oulad Bougrain
- Oulad Cherki
- Oulad El Garne
- Oulad Hassoune Hamri
- Oulad Imloul
- Oulad Khallouf
- Oulad Massaoud
- Oulad Msabbel
- Oulad Sbih
- Oulad Yaacoub
- Oulad Zarrad
- Ras Ain Rhamna
- Sidi Abdallah
- Sidi Aissa Ben Slimane

- Sidi Ali Labrahla
- Sidi Bou Othmane
- Sidi Boubker
- Sidi El Hattab
- Sidi Ghanem
- Sidi Mansour
- Sidi Moussa
- Skhour Rhamna
- Skoura Lhadra
- Sour El Aaz
- Taouzint
- Tlauh
- Zemrane
- Zemrane Charqia
- Znada